# Kabinett Palmerston II
Die Zweite Regierung Palmerston wurde kurz nach der Unterhauswahl 1859 im Vereinigten Königreich am 12. Juni 1859 von Premierminister Henry Temple, 3. Viscount Palmerston von der Liberal Party gebildet und löste die zweite Regierung Derby ab. Das Kabinett blieb bis zum Tode Palmerstons am 18. Oktober 1865 im Amt und wurde daraufhin vom zweiten Regierung Russell abgelöst.

## Kabinettsmitglieder
Dem Kabinett gehörten folgende Mitglieder an:
| Amt                                          | Amtsinhaber                                                                                          | Beginn der Amtszeit                        | Ende der Amtszeit                             |
| -------------------------------------------- | --- | ------------------------------------------ | --------------------------------------------- |
| Premierminister Erster Lord des Schatzsamtes | Henry Temple, 3. Viscount Palmerston                                                                 | 12. Juni 1859                              | 18. Oktober 1865                              |
| Lordkanzler                                  | John Campbell, 1. Baron Campbell Richard Bethell, 1. Baron Westbury Robert Rolfe, 1. Baron Cranworth | 18. Juni 1859 26. Juni 1861 7. Juli 1865   | 23. Juni 1861 7. Juni 1865 18. Oktober 1865   |
| Präsident des Geheimen Kronrates             | Granville Leveson-Gower, 2. Earl Granville                                                           | 12. Juni 1859                              | 18. Oktober 1865                              |
| Lordsiegelbewahrer                           | George Campbell, 8. Duke of Argyll                                                                   | 18. Juni 1859                              | 18. Oktober 1865                              |
| Innenminister                                | Sir George Cornewall Lewis Sir George Grey                                                           | 18. Juni 1859 25. Juli 1861                | 25. Juli 1861 18. Oktober 1865                |
| Außenminister                                | Lord John Russell                                                                                    | 18. Juni 1859                              | 18. Oktober 1865                              |
| Kolonialminister                             | Henry Pelham-Clinton, 5. Duke of Newcastle-under-Lyne Edward Cardwell                                | 18. Juni 1859 7. April 1864                | 7. April 1864 18. Oktober 1865                |
| Kriegsminister                               | Sidney Herbert Sir George Cornewall Lewis George Robinson, 2. Earl of Ripon                          | 18. Juni 1859 22. Juli 1861 28. April 1863 | 22. Juli 1861 13. April 1863 18. Oktober 1865 |
| Minister für Indien                          | Sir Charles Wood                                                                                     | 18. Juni 1859                              | 18. Oktober 1865                              |
| Erster Lord der Admiralität                  | Edward St. Maur, 12. Duke of Somerset                                                                | 18. Juni 1859                              | 18. Oktober 1865                              |
| Schatzkanzler                                | William Ewart Gladstone                                                                              | 18. Juni 1859                              | 18. Oktober 1865                              |
| Chefsekretär für Irland                      | Edward Cardwell                                                                                      | 24. Juni 1859                              | 29. Juli 1861                                 |
| Handelsminister                              | Thomas Milner Gibson                                                                                 | 6. Juli 1859                               | 18. Oktober 1865                              |
| Kanzler des Herzogtums Lancaster             | Sir George Grey Edward Cardwell George Villiers, 4. Earl of Clarendon                                | 22. Juni 1859 25. Juli 1861 7. April 1864  | 25. Juli 1861 7. April 1864 18. Oktober 1865  |
| Postminister                                 | James Bruce, 8. Earl of Elgin Edward Stanley, 2. Baron Stanley of Alderley                           | 24. Juni 1859 11. Mai 1860                 | 11. Mai 1860 18. Oktober 1865                 |
| Minister für Armenfürsorge                   | Thomas Milner Gibson Charles Pelham Villiers                                                         | 24. Juni 1859 9. Juli 1959                 | 9. Juli 1959 18. Oktober 1865                 |